# 土崎神明社
土崎神明社（つちざきしんめいしゃ）は、秋田県秋田市にある神社である。旧社格は県社。

## 由緒
土崎神明社はもともと、慶長7年（1602年）に常陸から佐竹義宣とともに秋田にやってきた常陸国人川口惣治郎の氏神であった。現在の場所（出羽湊城跡・現在の秋田市土崎港）に移ったのは元和6年（1620年）のことで、川口惣治郎が土崎の肝煎として勧請したものである。以来土崎神明社は、土崎湊町の総鎮守として崇められてきた。明治14年（1881年）に県社に列し、戦後は神社本庁に参加。
毎年7月20日、21日の例祭の曳山行事は平成9年（1997年）に国の重要無形民俗文化財として指定されている。

## 祭神
天照大神

## 祭事
- 1月1日： 元旦祭、新年初神楽祈祷
- 1月15日： どんと祭
- 2月3日： 節分祭
- 2月27日： 祈年祭
- 春分の日： 鎮火祭
- 6月30日： 大祓
- 7月21日： 例祭

例祭にあわせて、前日（20日）から曳山行事が行われる（詳しくは土崎神明社祭の曳山行事参照）。
- 11月23日： 新嘗祭
- 12月31日： 大祓

## 境内外社
- 大国主神社
- 菅原神社（港天満宮）
- 西宮神社
- 日影稲荷神社
- 番匠神社

## 文化財
- 土崎神明社祭の曳山行事
- 佐竹義和真筆懸額

## 年表
- 元和6年（1620年） - 破却された出羽湊城址に川口惣治郎（弥左衛門とも）土崎神明社を建立する。

## 交通

### 鉄道
- JR東日本 奥羽本線 土崎駅から徒歩2分

### バス
- 土崎駅入口（秋田駅から新国道経由の各線(セリオン・フェリーターミナル行きを除く)・寺内経由土崎線）から徒歩4分
  - 秋田中央交通

### その他
- 駐車場 : 有り